# Boeing NC-135
Los Boeing NC-135 y NKC-135 son versiones especiales de los Boeing C-135 Stratolifter y Boeing KC-135 Stratotanker, modificados para operar en varios y diferentes programas.

## Historia operacional

### Programa Readiness
En apoyo al Programa de Disponibilidad de Pruebas estadounidense, que fue iniciado en respuesta al Tratado de prohibición parcial de ensayos nucleares (LTBT) de 1963, el Laboratorio Nacional Sandia configuró tres aviones NC-135 como laboratorios volantes para apoyar las pruebas atmosféricas de armas nucleares, que se debían reanudar. Estos aviones estaban basados en la Base Kirtland de la Fuerza Aérea. Los trabajos se iniciaron en 1963, y los aviones permanecieron en servicio hasta 1976, volando principalmente para Sandia, el Laboratorio Nacional de Los Álamos, y el Laboratorio Nacional Lawrence Livermore. La Comisión de Energía Atómica (AEC) mantuvo una supervisión controlada de los aviones de pruebas de vuelo NC-135. Después de 1976, los aviones volaron para el Laboratorio de Armas de la Fuerza Aérea.

### Misiones astronómicas aerotransportadas

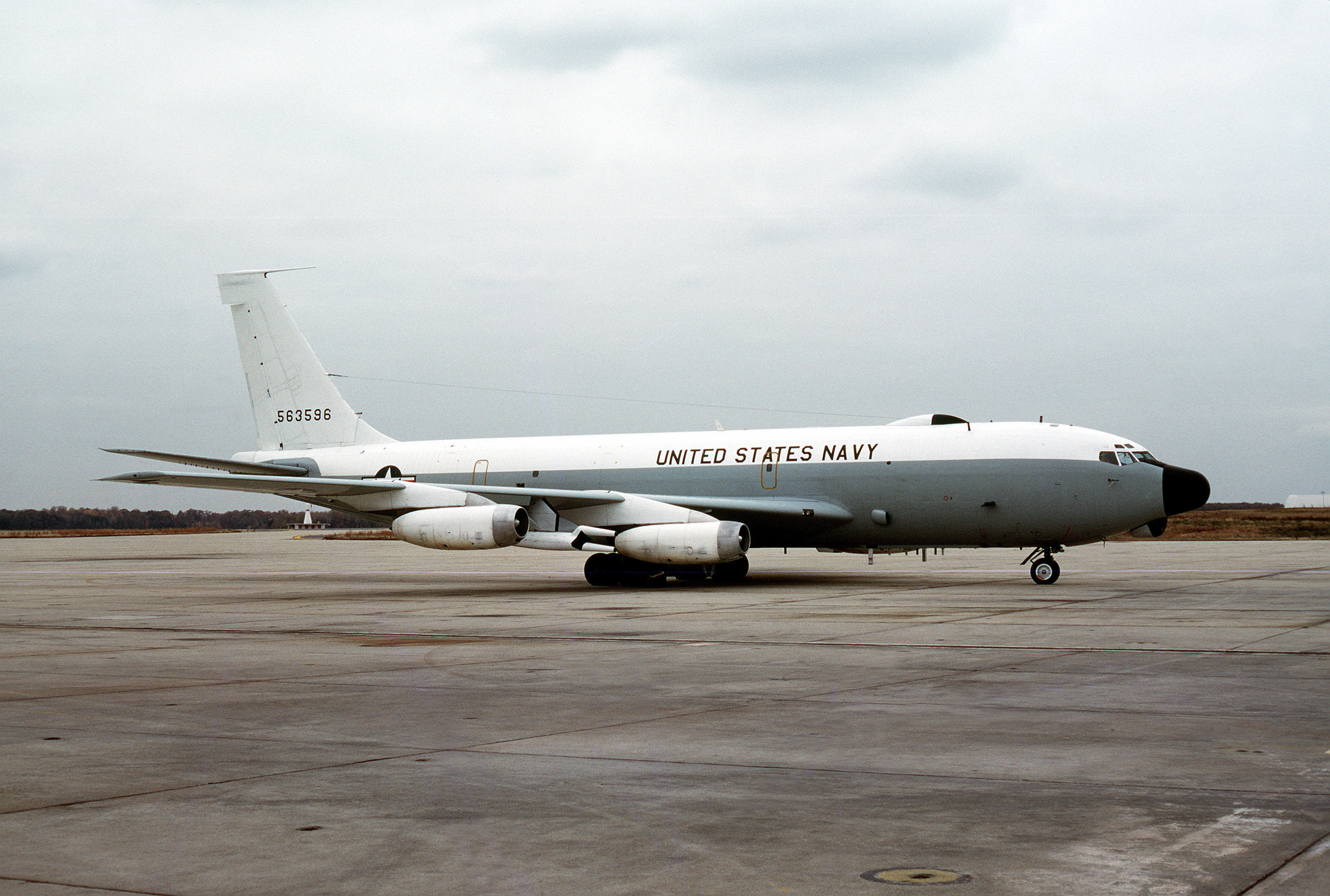
NKC-135A del Grupo de Sistemas de Guerra Electrónica de la Flota de la Armada estadounidense.

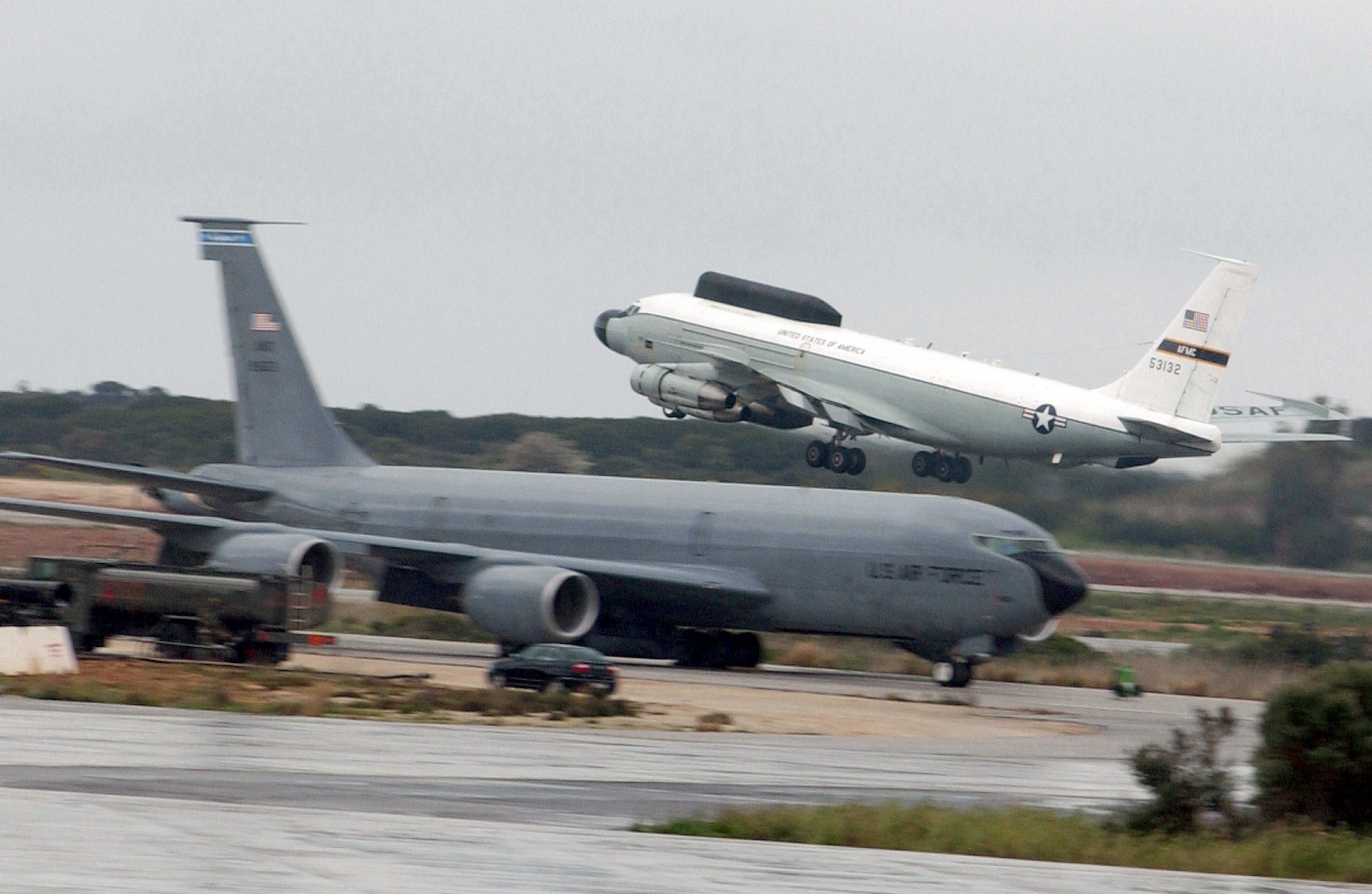
Un avión ECM NKC-135 "Big Crow" de la USAF despega desde una base operativa adelantada.

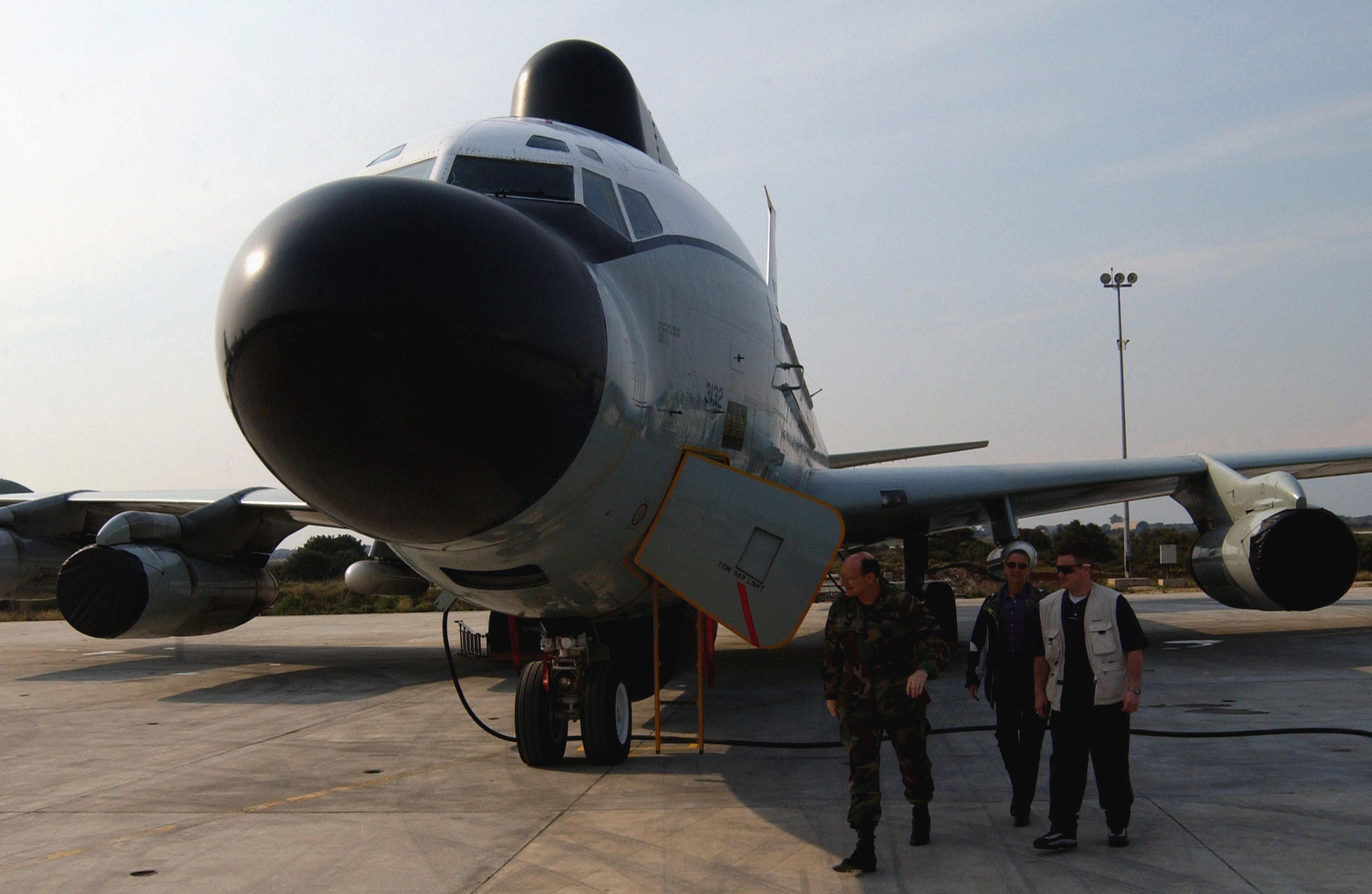
Un NKC-135 "Big Crow" de la USAF con morro sobredimensionado, en una base operativa de despliegue adelantado.

Mientras se volaban simulaciones para el Programa de Disponibilidad de Pruebas, los equipos científicos asignados al avión NC-135 se percataron de que sus laboratorios volantes podían ser usados eficazmente para estudiar eclipses solares, así como rayos cósmicos entrantes en la atmósfera, y los efectos de los campos magnéticos en la ionosfera. Los científicos del programa solicitaron a la AEC que permitiera un programa dentro de un programa para usar el avión en dicha investigación científica. La solicitud fue aprobada, y la investigación continuó hasta 1975.
La primera misión de eclipse se realizó desde el Aeropuerto Internacional de Pago Pago en 1965. Volando conjuntamente con otros aviones científicos, uno de los NC-135 se las arregló para volar enteramente en eclipse durante 160 segundos, proporcionando valiosos datos científicos. También se volaron misiones de eclipse en 1970, 1972, 1973, 1979 y 1980.

### Big Crow
Big Crow (Gran Cuervo) es la designación de los dos aviones bancada NKC-135 (55-3132 y 63-8050) muy modificados para realizar pruebas de guerra electrónica. Estos aviones también fueron usados como simuladores de blanco para las pruebas de vuelo del Láser Aerotransportado Boeing YAL-1. El 15 de marzo de 2007, el YAL-1 disparó exitosamente su láser en vuelo, alcanzando su blanco. El blanco era el avión de pruebas NKC-135E Big Crow 1, que había sido modificado con un blanco de "letrero" en su fuselaje. La prueba probó la habilidad del sistema para rastrear un blanco aéreo y medir y compensar la distorsión atmosférica.
Los aviones Big Crow también se usan como activos de telemetría de alcance en conjunción con lanzamientos desde el Western Launch and Test Range de la Base Vandenberg de la Fuerza Aérea en California.
Desde 2008, el 55-3132 y el 63-8050 han sido retirados, y relegados al AMARC (Davis-Monthan AFB, Tucson, Arizona).

### Otras versiones
Un avión, número de serie 61-2666, ha sido modificado como NC-135W para probar equipos y sistemas usados en los aviones de reconocimiento RC-135V y W Rivet Joint.
De 1975 a 1984, los Estados Unidos usaron un NKC-135 en su programa Airborne Laser Lab. El modificado NKC-135A llevaba un Láser de Dióxido de Carbono de 10,6 micrómetros. Las pruebas incluyeron exitosas intercepciones de pequeños misiles aire-aire (como el AIM-9 Sidewinder) y de aviones dron. A pesar del potencial de combate del sistema, se mantuvo como estrictamente experimental. Sin embargo, la amenaza SCUD encarada durante la guerra del Golfo reavivó el interés en un sistema láser aerotransportado, resultando en el Boeing YAL-1.

## Operadores
Estados Unidos
- Fuerza Aérea de los Estados Unidos
- Armada de los Estados Unidos

## Supervivientes
- Desde 1984, el NKC-135 Airborne Laser Lab ha estado en exhibición en el Museo Nacional de la Fuerza Aérea de Estados Unidos en Dayton (Ohio). En agosto de 2011 fue retirado de la exhibición en el Parque Aéreo del Museo para hacer sitio para la llegada del C-5A Galaxy del Museo. El avión está almacenado actualmente.

## Especificaciones (C-135)

### Características generales
- Tripulación: Tres
- Longitud: 41,5 m (136,3 ft)
- Envergadura: 39,9 m (130,8 ft)
- Altura: 12,7 m (41,7 ft)
- Superficie alar: 226 m² (2432,7 ft²)
- Peso vacío: 44 663 kg (98 437,3 lb)
- Peso cargado: 135 000 kg (297 540 lb)
- Peso máximo al despegue: 146 000 kg (321 784 lb)
- Planta motriz: 4× turbofán CFM International CFM56.
  - Empuje normal: 96 kN (9789 kgf; 21 582 lbf) de empuje cada uno.

### Rendimiento
- Velocidad nunca excedida (Vne): 933 km/h (580 MPH; 504 kt)
- Alcance: 5550 km (2997 nmi; 3449 mi)
- Techo de vuelo: 15 200 m (49 869 ft)
- Régimen de ascenso: 24,8 m/s (4888 ft/min)

## Aeronaves relacionadas

### Desarrollos relacionados
- Boeing 367-80
- Boeing C-135 Stratolifter
- Boeing KC-135 Stratotanker
- Boeing EC-135
- Boeing RC-135
- Boeing OC-135B Open Skies
- Boeing WC-135 Constant Phoenix
- C-137 Stratoliner
- Boeing 707

### Aeronaves similares
- Convair UC-880
- Douglas C-24
- Beriev A-60
- Boeing YAL-1

### Secuencias de designación
- Secuencia C-_ (Aviones de Carga del USAAS/USAAC/USAAF/USAF, 1925-1962): ← C-132 - C-133 - C-134 - C-135/KC-135 - C-136 - C-137 - C-140 →